# 刺卷站
刺卷站（日语：／ Sashimaki eki */?）是位於秋田縣仙北市，屬於東日本旅客鐵道（JR東日本）田澤湖線的鐵路車站。

## 車站構造

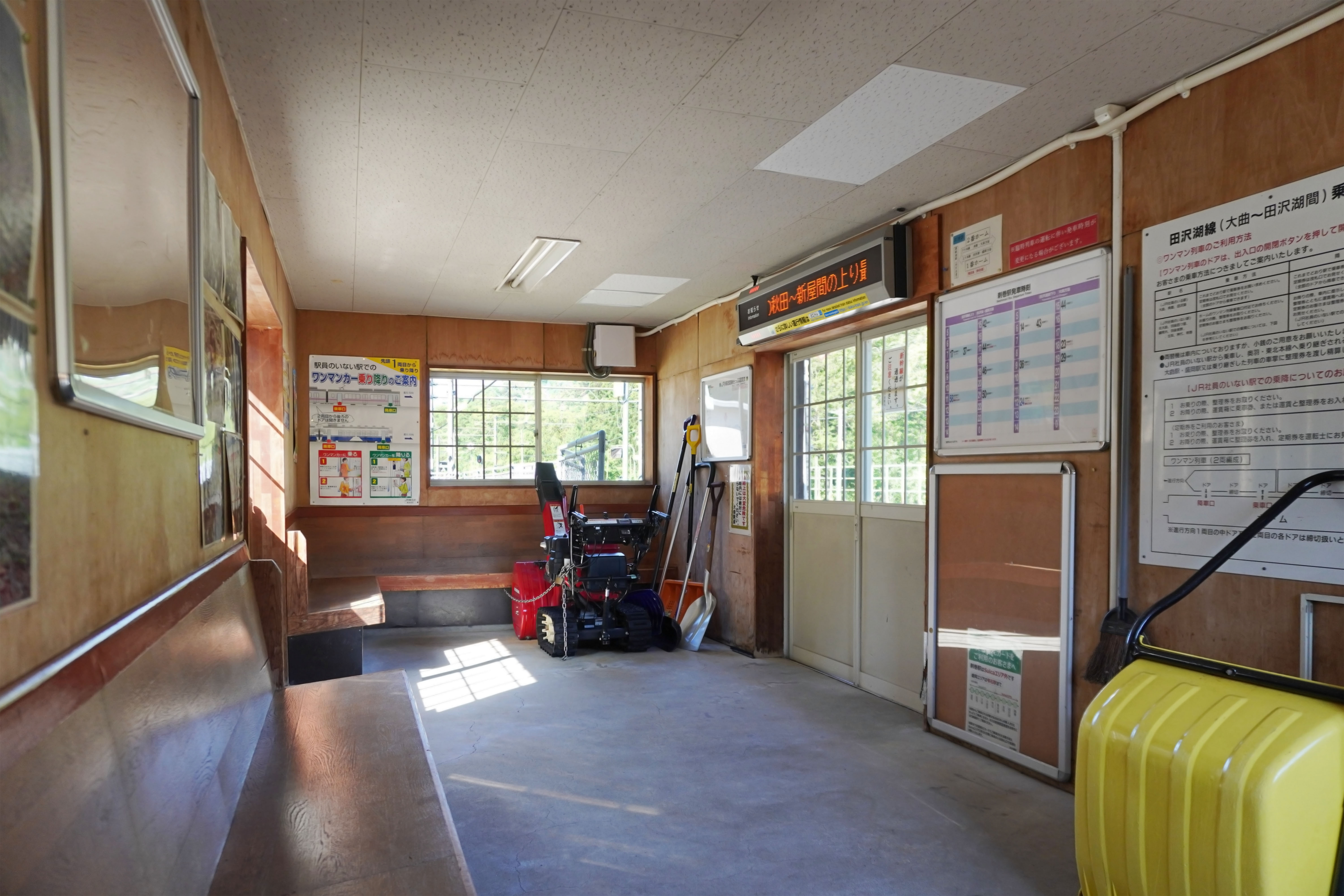
候車室內（2024年5月）
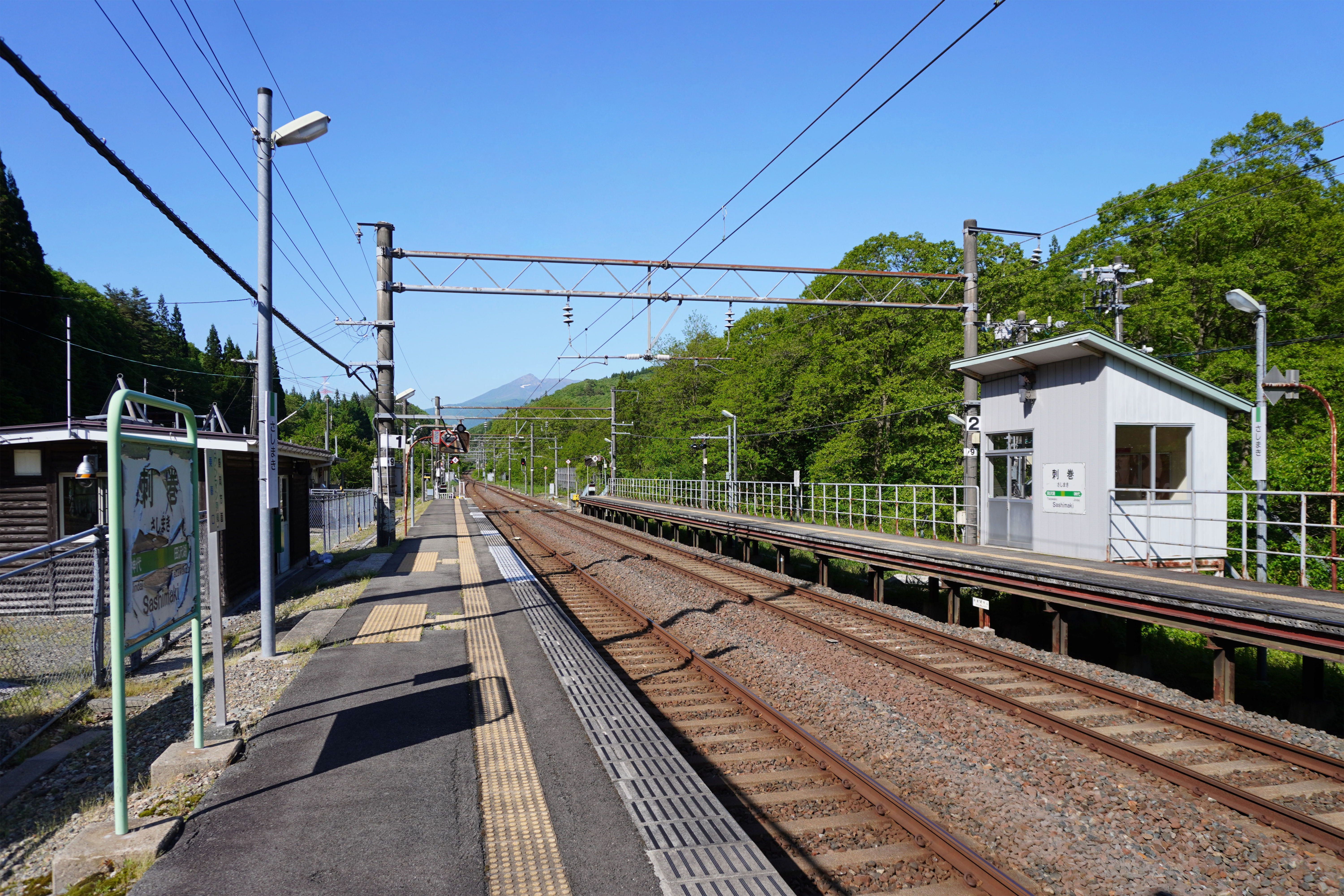
月台（2024年5月）
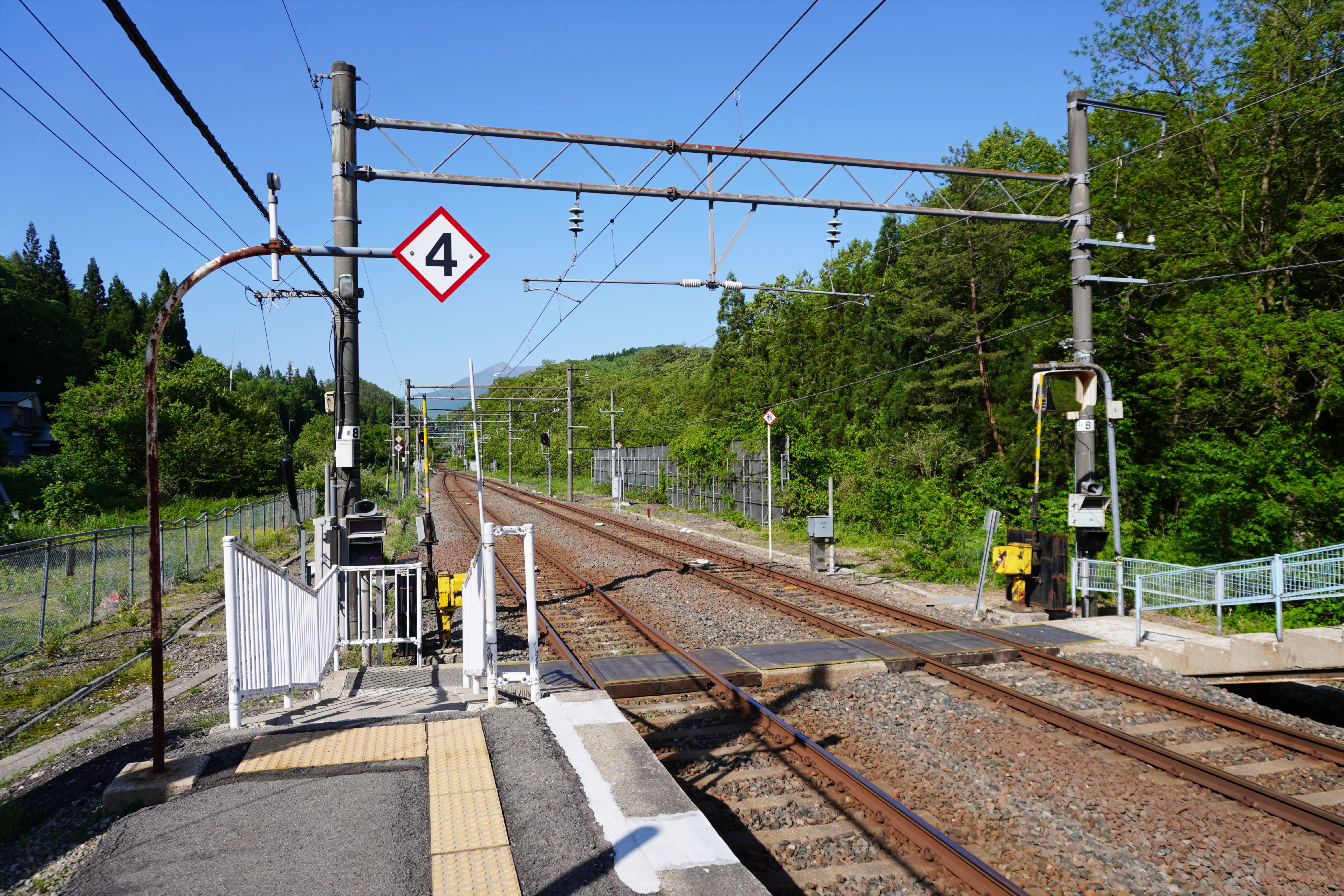
平交道（2024年5月）

本站為對向式月台2面2線的地面車站，各月台之間透過站內平交道連接。本站是由田澤湖站負責管理的無人站，並設置具有木屋風格的站房。

### 月台配置
| 月台 | 路線      | 方向 | 目的地           |
| ---- | --------- | ---- | ---------------- |
| 1    | ■田澤湖線 | 上行 | 田澤湖、盛岡方向 |
| 2    | ■田澤湖線 | 下行 | 角館、大曲方向   |

## 历史
- 1923年（大正12年）8月31日：車站啟用。
- 1987年（昭和62年）4月1日：因國鐵分割民營化，本站成為東日本旅客鐵道的車站。
- 1997年（平成9年）3月：新站舍完成，同時秋田新幹線啟用。

## 車站周邊
- 刺卷濕地
- 國道46號
- 羽後交通巴士「刺卷站前」巴士站

## 相鄰車站
東日本旅客鐵道
■田澤湖線
田澤湖－刺卷－神代

## 相關項目
- 日本鐵路車站列表

## 外部連結
- JR東日本 刺卷站 （页面存档备份，存于）